# Indalmus oblongulus
Indalmus oblongulus es una especie de coleóptero de la familia Endomychidae.

## Distribución geográfica
Habita en Zanzíbar, Camerún y Congo.